# Mittenwalde

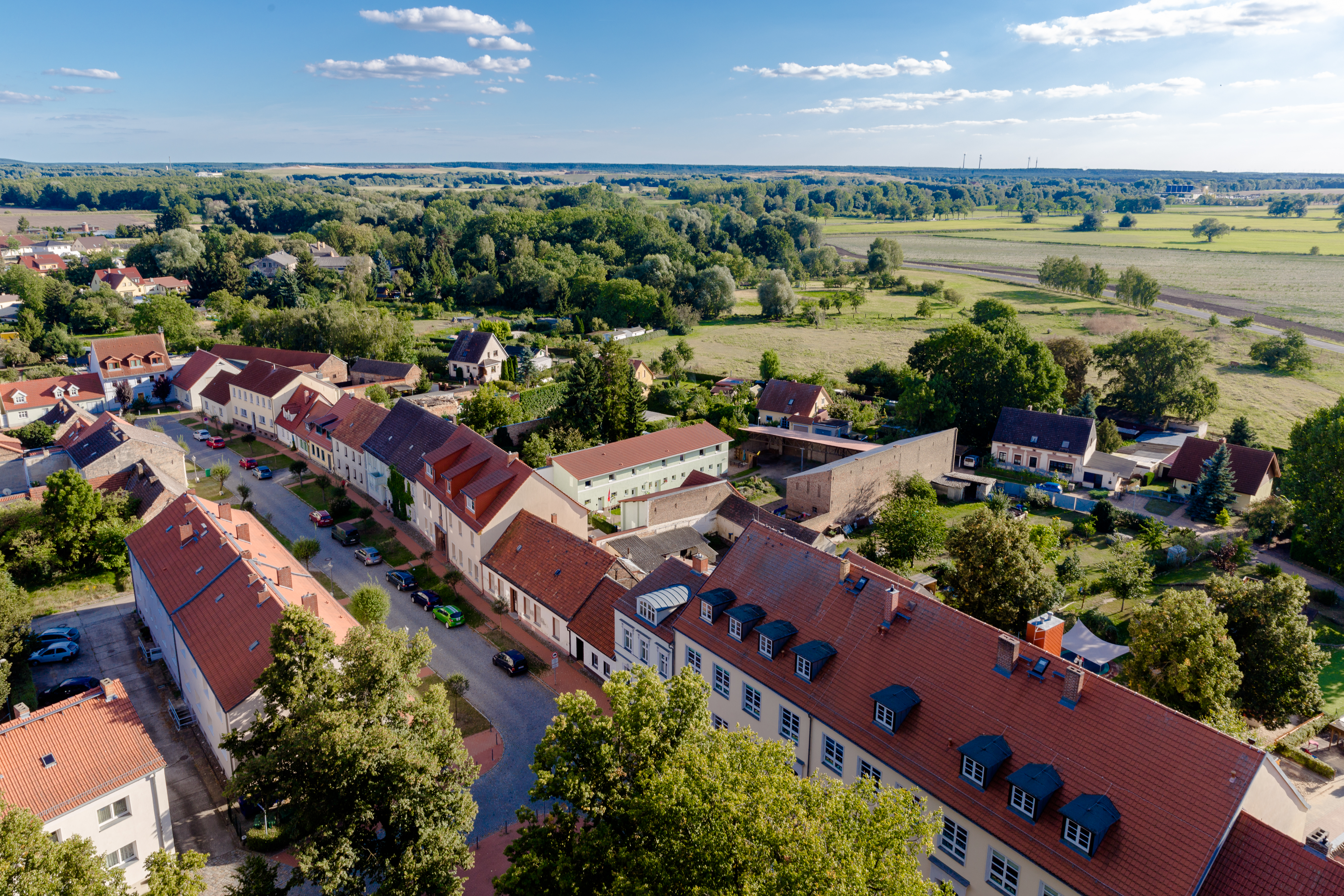
Blick vom Kirchturm der St.-Moritz-Kirche auf die Stadt

Mittenwalde ist eine amtsfreie Stadt im Landkreis Dahme-Spreewald im Land Brandenburg in Deutschland. Das Stadtgebiet ist identisch mit dem Gebiet des von 1992 bis 2003 existierenden Amtes Mittenwalde. Seit dem 25. Juni 2018 trägt Mittenwalde offiziell die Zusatzbezeichnung Paul-Gerhardt-Stadt und ehrt damit den „Ersten Ehrenbürger“ der Stadt, den evangelisch-lutherischen Kirchenlieddichter Paul Gerhardt.

## Geografie
Mittenwalde liegt an einem der ältesten Schifffahrtswege der Mark Brandenburg, der staugeregelten Notte. Er ist etwa 25 Kilometer lang und führt durch die Ortsteile Schenkendorf-Krummensee, Mittenwalde und Telz bis in den benachbarten Landkreis Teltow-Fläming. Nordwestlich fließt der Zülowkanal am Stadtzentrum vorbei. Er ist durch den Zülowkanal-Durchstich mit der Notte verbunden. Nordöstlich des Stadtzentrums liegt der Tonsee; dort wurde bis in die 1920er Jahre Ton abgebaut. Die nordöstlich gelegenen, landwirtschaftlich genutzten Flächen werden durch den Grenzgraben B Mittenwalde entwässert.
Die Stadt Mittenwalde grenzt im Norden an Schönefeld, im Nordosten an Königs Wusterhausen, im Osten an Bestensee, im Südosten an Groß Köris, im Süden an Teupitz, im Südwesten an Zossen und im Westen an Rangsdorf.

## Stadtgliederung
Die Stadt Mittenwalde gliedert sich in folgende Ortsteile mit den zugehörigen Gemeindeteilen und Wohnplätzen (die Einwohnerzahlen beziehen sich auf den 31. Dezember 2019):
- Mittenwalde mit den Wohnplätzen Abzweigung, Galluner Müllerhaus, Pittchenmühle, Rohrlake und Vogelsang (2426 Einwohner)
- Brusendorf mit dem Gemeindeteil Boddinsfelde (423 Einwohner)
- Gallun (623 Einwohner)
- Motzen mit dem Wohnplatz Seebadsiedlung (1435 Einwohner)
- Ragow (1938 Einwohner)
- Schenkendorf-Krummensee mit den Wohnplätzen Am Krummen See, Krummensee und Schenkendorf (1089 Einwohner)
- Telz mit dem Wohnplatz Telzer Plan (397 Einwohner)
- Töpchin mit dem Gemeindeteil Waldeck und den Wohnplätzen Forsthaus Waldeck, Kiefernring und Töpchin-Siedlung (917 Einwohner)

In Motzen und Töpchin gibt es ausgedehnte Wochenendhaussiedlungen.

## Geschichte

### 13. Jahrhundert

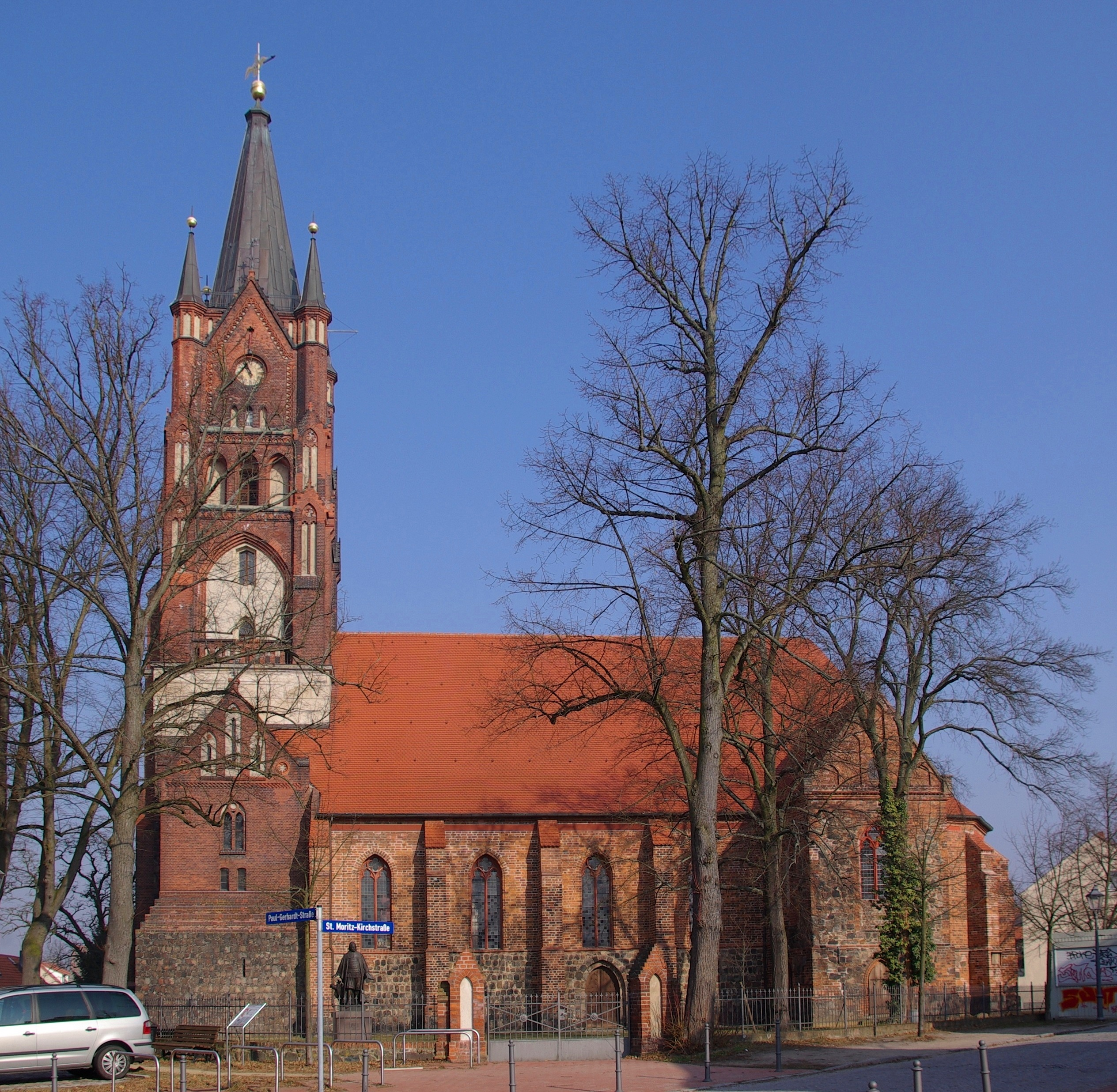
St.-Moritz-Kirche

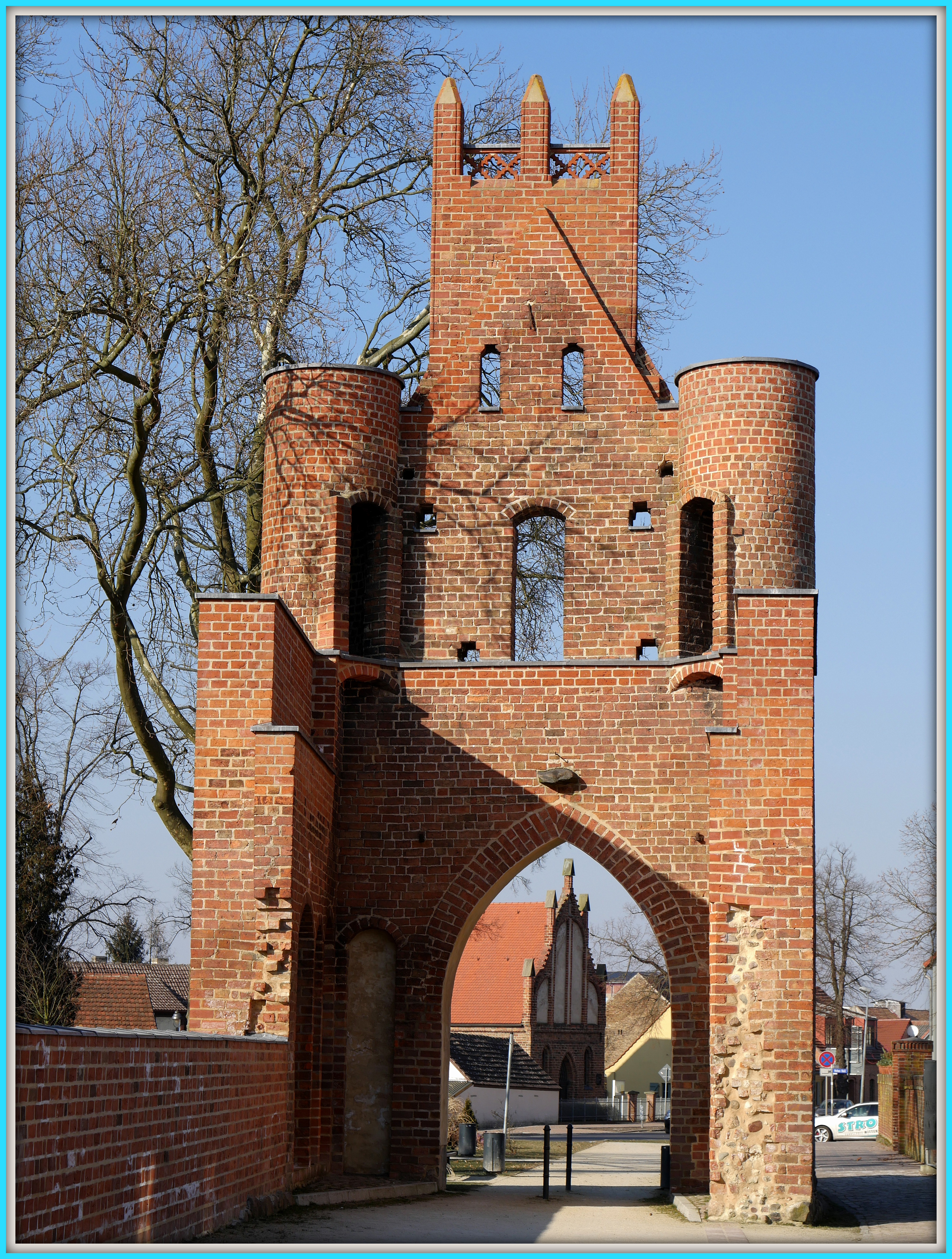
Stadttor

Mittenwalde wurde 1307 erstmals urkundlich als "civitas" erwähnt und war an allen märkischen Städtebünden beteiligt. Sie bestand aus einer askanischen Grenzburg gegen die Lausitz, die auf dem Hausgrabenberg vermutlich auf einem slawischen Burgwall errichtet worden war. Mittenwalde war im Hochmittelalter zur Zeit des deutschen Landesausbaus nach Osten Herrschaftszentrum der Wettiner auf dem Teltow.  Nach der Niederlage Heinrichs des Erlauchten 1245 im sechsjährigen Teltow-Krieg fiel der gesamte Teltow mit Mittenwalde dauerhaft an die gemeinsam regierenden askanischen Markgrafen Johann I. und Otto III. und damit an die Mark Brandenburg. 1255 wurde Mittenwalde als Pfarr- und Archidiakonatsort genannt. 1307 wurde Mittenwalde erstmals in einer Urkunde als Stadt bezeichnet, als der Markgraf der Stadt das Recht einräumt, in der Herrschaft Teupitz Holz schlagen zu dürfen. Der Markgraf ließ einen ellipsenförmigen Grundriss der Stadt anlegen, der 500 Meter lang und 400 Meter breit war. Darin entstand ein gitterförmiges Straßennetz. Im Juni 1315 wurden die Holzungsrechte der Stadt vom Markgrafen Waldemar erneuert und erweitert. Unter Ludwig IV. wurden vier Juden in Mittenwalde angesiedelt, die fortan den Geldhandel betrieben. Sie erhielten einen Schutzbrief vom Markgrafen, jedoch keine Bürgerrechte und mussten sich in der Jüdenstraße ansiedeln, die im 21. Jahrhundert noch vorhanden ist.
Im Landbuch Karls IV. erschien Mittenwalde schließlich als Stadt und Burg (civitas et castrum), 1376 als Oppidum. Um 1375 hatte der Rat die Obergerichtsbarkeit vom Kurfürsten erworben und durfte fortan selbst Recht sprechen. An der Handelsstraße nach Dresden bzw. Cottbus gelegen entstand eine Zollstation; es wurde reger Handel betrieben, darunter auch mit Salz auf dem Salzmarkt, der im 21. Jahrhundert ebenfalls noch als Platz vorhanden ist. In dieser Zeit entstand auch 1394 die Spitalkapelle außerhalb der Stadt vor dem Köpenicker Tor. Sie wurde vom Rat mit Hufen Scheffelkorn sowie der Kirchenausstattung aus dem wüst gefallenen Dorf Wierigsdorf ausgestattet.

### 14. und 15. Jahrhundert
Um 1400 beschwerte sich Hans von Torgow beim Bischof über die Mittenwalder Bürger über vermeintlich illegale Holzungen auf seinem Gebiet. Diese Auseinandersetzung führte vermutlich dazu, dass 1430 der Markgraf zwischen den Schenken von Landsberg und der Stadt Mittenwalde die Holzungsrechte erneut bestätigte und 1441 die Privilegien der Stadt erneuerte. 1455 erhielt Mittenwalde die kurfürstliche Mühle am Tor. Im September 1473 kam es zu einem Großbrand in der Stadt, von der sich Mittenwalde nur langsam erholte.

### 16. Jahrhundert
Im Jahr 1573 hatten sich in Mittenwalde mittlerweile zahlreiche Gewerke angesiedelt. Es gab beispielsweise einen Gewandschneider, einen Schuster, einen Bäcker und einen Knochenhauer. Zwischen den beiden Toren gab es eine Korn- und eine Malzmühle; vor den Toren eine Loh- und Walkmühle sowie drei Windmühlen. Es gab einen Jahrmarkt, eine Waage, einen Stadtkeller und eine Badstube. Dem Rat standen außerdem der Angerzins sowie der Ackerzins zu. Im Dorf Ragow war eine Meierei mit drei Hufen entstanden; es gab einen Weinberg vor dem Mühlentor, der 40 Tonnen Ertrag pro Jahr brachte. In Mittenwalde waren mittlerweile 212 Feuerstellen (=Haushalte) ansässig. 1577 und 1598 suchte die Pest die Stadt heim, 1587 und 1617 gab es durch schlechte Ernten eine große Hungersnot.

### 17. Jahrhundert
Vor dem Dreißigjährigen Krieg gab es in der Stadt 245 Häuser. Nach dem Durchzug kaiserlicher und schwedischer Truppen kam es zu Plünderungen und Belagerungen. Es kam zu zahlreichen Übergriffen auf die Bevölkerung; so wurden Mittenwalder Bürger mit dem Schwedentrunk gefoltert. Nach dem Krieg waren lediglich noch 43 Häuser bewohnt.

### 18. Jahrhundert

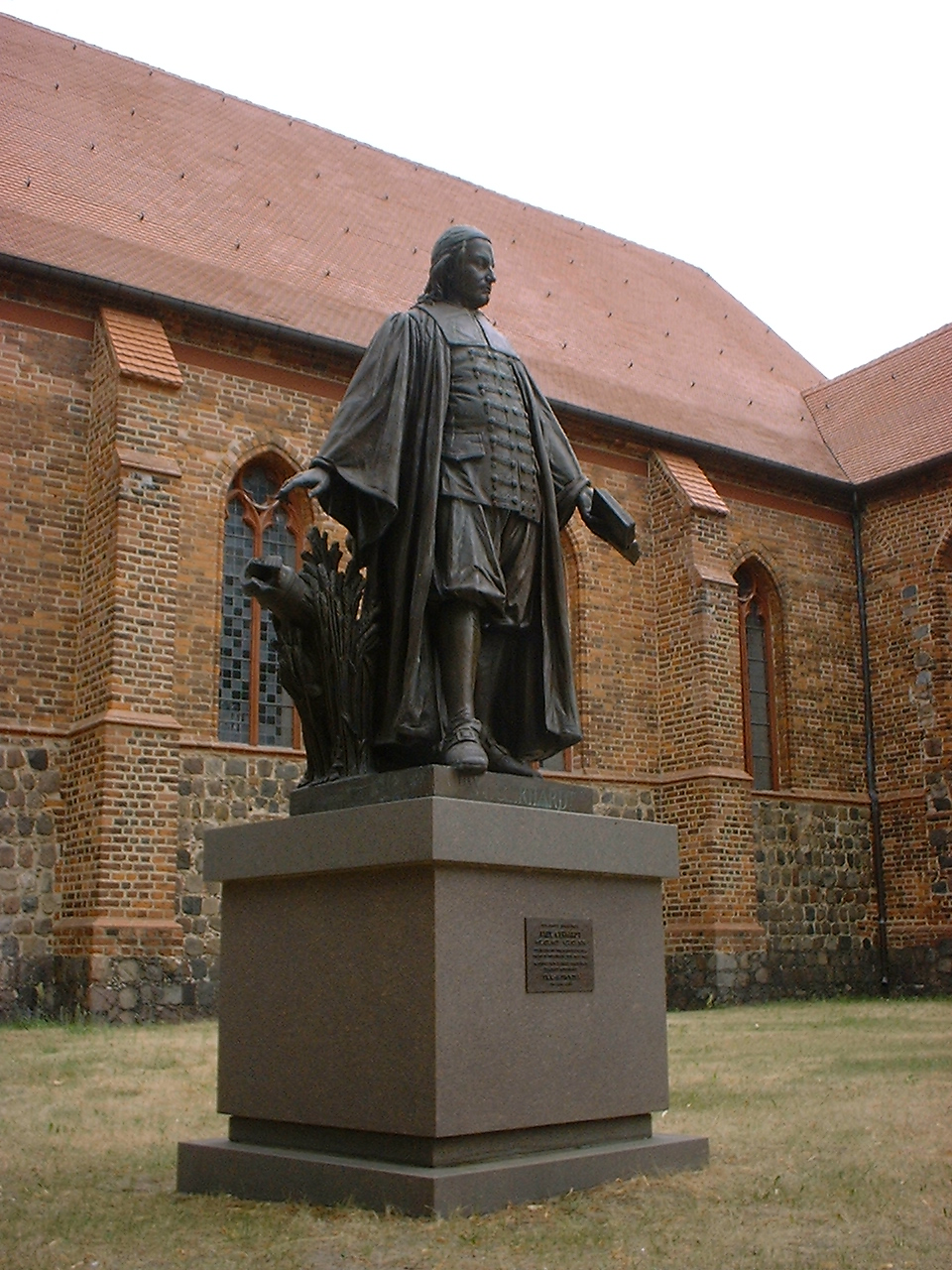
Paul-Gerhardt-Denkmal

Mittenwalde auf einer Karte der Region, um 1800

Im Jahr 1719 gab es in Mittenwalde 177 Häuser, von denen allerdings 51 nach wie vor nicht bewohnt waren. Bis 1745 stieg die Anzahl der Häuser auf 198 Gebäude an, davon waren 21 nach wie vor wüst. Vor dem Berliner Tor gab es weitere 16 Häuser (eines wüst); vor dem Mühlentor sechs Gebäude. Die Wassermühle mit einem Gang war wieder im Betrieb. Es gab fünf Windmühlen, dazu kamen Zolleinnahmen aus dem Handel. Es gab eine Schleuse, die „Sühne“ genannt wurde, den Rats- und Deichselzoll bei Märkten sowie das Vorwerk Vogelsang. Bis 1772 war der Gebäudebestand auf 209 Häuser angewachsen.

### 19. Jahrhundert
Mittenwalde wuchs weiter und so gab es 1801 bereits 250 Häuser; hinzu kamen 100 Scheunen. Es gab zahlreiche Gewerke, darunter einen Apotheker, einen Büchsenmacher, zwei Hebammen, einen Stadtmusikus, aber auch 46 Branntweinbrenner, einen Totengräber und einen Scharfrichter. Hinzu kamen sechs Akzisebediente, ein Aktuar, ein Briefträger, vier Magistratspersonen, ein Nachtwächter und viele andere Beschäftigte aus zahlreichen Gewerken. Neben der Wassermahl- und Schneidemühle gab es drei Windmühlen. 70 Häuser hatten das Recht; Bier zu brauen. In Mittenwalde fanden drei Mal pro Jahr ein großer Jahr- und Viehmarkt statt. Hinzu kamen drei kleinere Märkte. Es gab ein königliches Postamt sowie das Akzise- und Hauptzollamt. Mittenwalde gehörte 1836–1952 zum Landkreis Teltow (bis 1947 in der preußischen Provinz Brandenburg, 1947–1952 im Land Brandenburg). Im Jahr 1858 gab es 45 Hofeigentümer, die 25 Knechte und Mägde beschäftigten. Hinzu kamen 39 nebengewerbliche Landwirte mit 39 Knechten und Mädgen. In Mittenwalde lebten aber auch bereits 96 Arbeiter und 19 Bediente. Es gab 348 Besitzungen. Die größte umfasste 834 Morgen, weitere 57 Besitzungen waren zusammen 4128 Morgen groß. 118 weitere waren zusammen 1038 Morgen groß, 172 unter fünf Morgen Fläche. Die Statistik verzeichnete weiterhin zahlreiche Gewerke, darunter sieben Bäckermeister mit fünf Gesellen und einem Lehrling, fünf Seilermeister mit drei Gesellen und einem Lehrling, einen Korbwarenmachermeister mit einem Lehrling, zwei Töpfermeister mit drei Gesellen und einem Lehrling und viele mehr. Neben 15 Beamten erschienen aber auch sieben Rentiers (Rentner) und 36 Arme.
1860 bestand Mittenwalde aus der Stadt mit der Berliner Vorstadt, der Baruther Vorstadt sowie den drei Windmühlen. Es gab sechs öffentliche, 264 Wohn- und 534 Wirtschaftsgebäude, darunter eine Brauerei, eine Wassergetreide- und Gipsmühle sowie vier Getreidemühlen.
Von 1879 bis 1952 bestand das Amtsgericht Mittenwalde.

### 20. Jahrhundert
Im Jahr 1900 gab es in Mittenwalde mittlerweile 351 Häuser. Bis 1931 wuchs der Gebäudebestand auf 386 Wohnhäuser an. 1930 gab es die Ansiedlung Schenkendorfer Grund und Wirtshaus Waldschlößchen; 1932 die Wohnplätze Nordbahnhof, Ostbahnhof und Zementfalzziegelfabrik. Im Jahr 1941 waren die Wohnplätze Am Kanal, Galluner Chaussee und Schenkendorfer Chaussee hinzugekommen.
Nach dem Zweiten Weltkrieg wurden 39 Hektar enteignet und aufgeteilt. 43 Bauern erhielten zusammen gerade einmal 22 Hektar Land. Weitere 17 Altbauern erhielten zusätzlich 17 Hektar Fläche. 1953 gründete sich eine LPG vom Typ I, die zunächst 18 Mitglieder hatte, die 69 Hektar landwirtschaftliche Nutzfläche betreuten. 1952–1993 war die Stadt Teil des Kreises Königs Wusterhausen (bis 1990 im DDR-Bezirk Potsdam, 1990–1993 im Land Brandenburg). 1960 bestand eine LPG Typ III mit 90 Mitgliedern und 638 Hektar Fläche sowie zwei LPG Typ I mit 22 Mitgliedern und 212 Hektar Fläche. Ein Jahr später schlossen sie sich mit der LPG Typ III zusammen. Im Jahr 1973 gab es in Mittenwalde den VEB Erdöl- und Erdgaserkundung, das VEB Kombinat Getreidewirtschaft sowie eine LPG. Der VEB Erdöl- und Erdgaserkundung wurde im selben Jahr zum VEB Untergrundspeicher Mittenwalde umfirmiert. Dieser Betrieb wurde 1984 zum Stammbetrieb des VEB Kombinat Gasanlagen Mittenwalde.
Nach der Wende schlossen sich 1992 die Gemeinden Brusendorf, Gallun, Motzen, Ragow, Schenkendorf, Töpchin und die Stadt Mittenwalde (alle Landkreis Königs Wusterhausen) und die Gemeinde Telz (Landkreis Zossen) zum Amt Mittenwalde zusammen. Mit der Gemeindereform 2003 in Brandenburg wurden diese Gemeinden zum 26. Oktober 2003 per Gesetz in die Stadt Mittenwalde eingegliedert. Das Amt Mittenwalde wurde aufgelöst und die Stadt Mittenwalde amtsfrei.

### 21. Jahrhundert
Im August 2004 wurden im Rahmen einer Lehrgrabung mit dem Mittelalterarchäologen Felix Biermann Bereiche des als „Wendenfriedhof“ überlieferten Geländes südwestlich von Mittenwalde archäologisch untersucht. Neben Siedlungsspuren wurden 25 Körpergräber des 11. und 12. Jahrhunderts gefunden. Die Bestatteten waren in gestreckter Rückenlage und annähernd in Ost-West-Richtung beigesetzt worden. Mit einer Ausnahme waren jedoch alle Gräber mehr oder weniger stark gestört. Dieser Umstand schränkte die anschließend durchgeführte Untersuchung durch die Anthropologin Bettina Jungklaus ein. Die meisten Bestatteten waren zwischen 40 und 59 Jahre alt, gefolgt von Personen zwischen 20 und 39 Jahren. Mit nur fünf war die Anzahl von Kindergräbern ungewöhnlich niedrig. Von den 18 Erwachsenen waren nur zwei Frauen.

## Bevölkerungsentwicklung
| Jahr | Einwohner |
| ---- | --------- |
| 1875 | 2.314     |
| 1890 | 2.807     |
| 1910 | 3.185     |
| 1925 | 3.060     |
| 1933 | 3.036     |
| 1939 | 3.136     |

| Jahr | Einwohner |
| ---- | --------- |
| 1946 | 3.432     |
| 1950 | 3.307     |
| 1964 | 2.591     |
| 1971 | 2.523     |
| 1981 | 2.174     |
| 1985 | 2.115     |

| Jahr | Einwohner |
| ---- | --------- |
| 1990 | 1.981     |
| 1995 | 1.884     |
| 2000 | 2.210     |
| 2005 | 8.664     |
| 2010 | 8.724     |
| 2015 | 8.898     |

| Jahr | Einwohner |
| ---- | --------- |
| 2020 | 09.428    |
| 2021 | 09.515    |
| 2022 | 09.701    |
| 2023 | 09.926    |
| 2024 | 10.028    |

Gebietsstand des jeweiligen Jahres, Einwohnerzahl: Stand 31. Dezember (ab 1991), ab 2011 auf Basis des Zensus 2011, ab 2022 auf Basis des Zensus 2022
Die Zunahme der Einwohnerzahl 2005 ist auf die Eingliederung mehrerer Gemeinden im Jahr 2003 zurückzuführen.

## Politik

### Stadtverordnetenversammlung
Die Stadtverordnetenversammlung von Mittenwalde besteht entsprechend der Einwohnerzahl der Stadt aus 18 Stadtverordneten und dem hauptamtlichen Bürgermeister. Die Kommunalwahl am 9. Juni 2024 führte bei einer Wahlbeteiligung von 70,0 % zu folgendem Ergebnis:
| Partei / Wählergruppe                | Stimmenanteil 2019 | Sitze 2019 |  | Stimmenanteil 2024 | Sitze 2024 |
| ------------------------------------ | ------------------ | ---------- |  | ------------------ | ---------- |
| Bürger für Bürger & BVB/Freie Wähler | –                  | –          |  | 20,6 %             | 4          |
| AfD                                  | 13,6 %             | 2          |  | 20,4 %             | 2          |
| CDU                                  | 25,6 %             | 5          |  | 19,1 %             | 3          |
| Pro Bürger / Hand in Hand            | –                  | –          |  | 18,8 %             | 3          |
| SPD                                  | 18,0 %             | 3          |  | 06,3 %             | 1          |
| Gemeinsam Werte Schaffen (GWS)       | –                  | –          |  | 04,8 %             | 1          |
| Die Linke                            | 09,7 %             | 2          |  | 04,6 %             | 1          |
| Bündnis 90/Die Grünen                | 06,5 %             | 1          |  | 03,9 %             | 1          |
| FDP                                  | –                  | –          |  | 01,5 %             | –          |
| Pro Bürger                           | 17,2 %             | 3          |  | –                  | –          |
| Hand in Hand                         | 09,5 %             | 2          |  | –                  | –          |
| Insgesamt                            | 100 %              | 18         |  | 100 %              | 16         |

Bei der Wahl 2024 entfielen auf die AfD vier Sitze, von denen zwei unbesetzt bleiben, weil die Partei nur zwei Kandidaten nominiert hatte.

### Bürgermeister
- 0000–2003: Siegfried Kurzer (DA)[15], später SPD[16]
- 2003–2016: Uwe Pfeiffer (CDU)[17]
- 2016–2024: Maja Buße (CDU)
- seit 2024: Dirk Knuth (BVB/Freie Wähler)

In der Bürgermeisterwahl am 11. September 2011 wurde Pfeiffer (damals CDU) mit 64,2 % der gültigen Stimmen in seinem Amt bestätigt. Am 7. Februar 2016 fand ein Bürgerentscheid darüber statt, ob der wegen Vorteilsnahme und Untreue rechtskräftig verurteilte Pfeiffer seines Amtes enthoben werden solle. Mit 68,3 % Ja-Stimmen wurde Pfeiffer aus dem Amt gewählt. In der Bürgermeisterstichwahl am 17. Juli 2016 setzte sich die bisherige Stadtverordnete Maja Buße (CDU) gegen die parteilose Hedda Dommisch durch und wurde mit 54,8 % der gültigen Stimmen zur neuen Bürgermeisterin gewählt.
Bei der Stichwahl am 30. Juni 2024 wurde Dirk Knuth (BVB/Freie Wähler) mit 77,9 % der Stimmen zum neuen Bürgermeister gewählt. Seine Amtszeit beträgt acht Jahre. Die bisherige Amtsinhaberin Maja Buße erhielt 22,1 % der Stimmen.

### Wappen
Das Wappen wurde am 13. September 1994 genehmigt.
| Wappen von Mittenwalde | Blasonierung: „In Silber ein bewurzelter grüner Laubbaum, dessen Stamm von zwei schwarzen aufgestellten Schlüsseln mit nach außen gekehrten Bärten beseitet ist. In den Zweigen schwebt ein roter Adler mit goldener Bewehrung.“ |
| Wappen von Mittenwalde | Wappenbegründung: Das Wappen ist ein Hinweis auf die Anfänge der Stadt Mittenwalde im 13. Jahrhundert. Die Markgrafen von Brandenburg ließen an diesem Ort wegen der strategisch wichtigen Lage (das Nottefließ bildete die Grenze zum Markgrafentum der Lausitz) planmäßig eine Stadt errichten. Der Laubbaum symbolisiert als redendes Bild Mittenwalde. Rechtlich unterstand die Stadt unmittelbar den Markgrafen als Landesherren, deshalb kennzeichnet der rote Adler die Markgrafen von Brandenburg als Stadtherren. Mittenwalde gehörte zum kirchlichen Gebiet des Domstifts St. Petri in Brandenburg. Die beiden Schlüssel weisen auf das Domstift St. Petri in Brandenburg als Kirchenpatron hin. |

## Sehenswürdigkeiten und Kultur

### Bauwerke
In der Liste der Baudenkmale in Mittenwalde und in der Liste der Bodendenkmale in Mittenwalde stehen die in der Denkmalliste des Landes Brandenburg eingetragenen Kulturdenkmale.

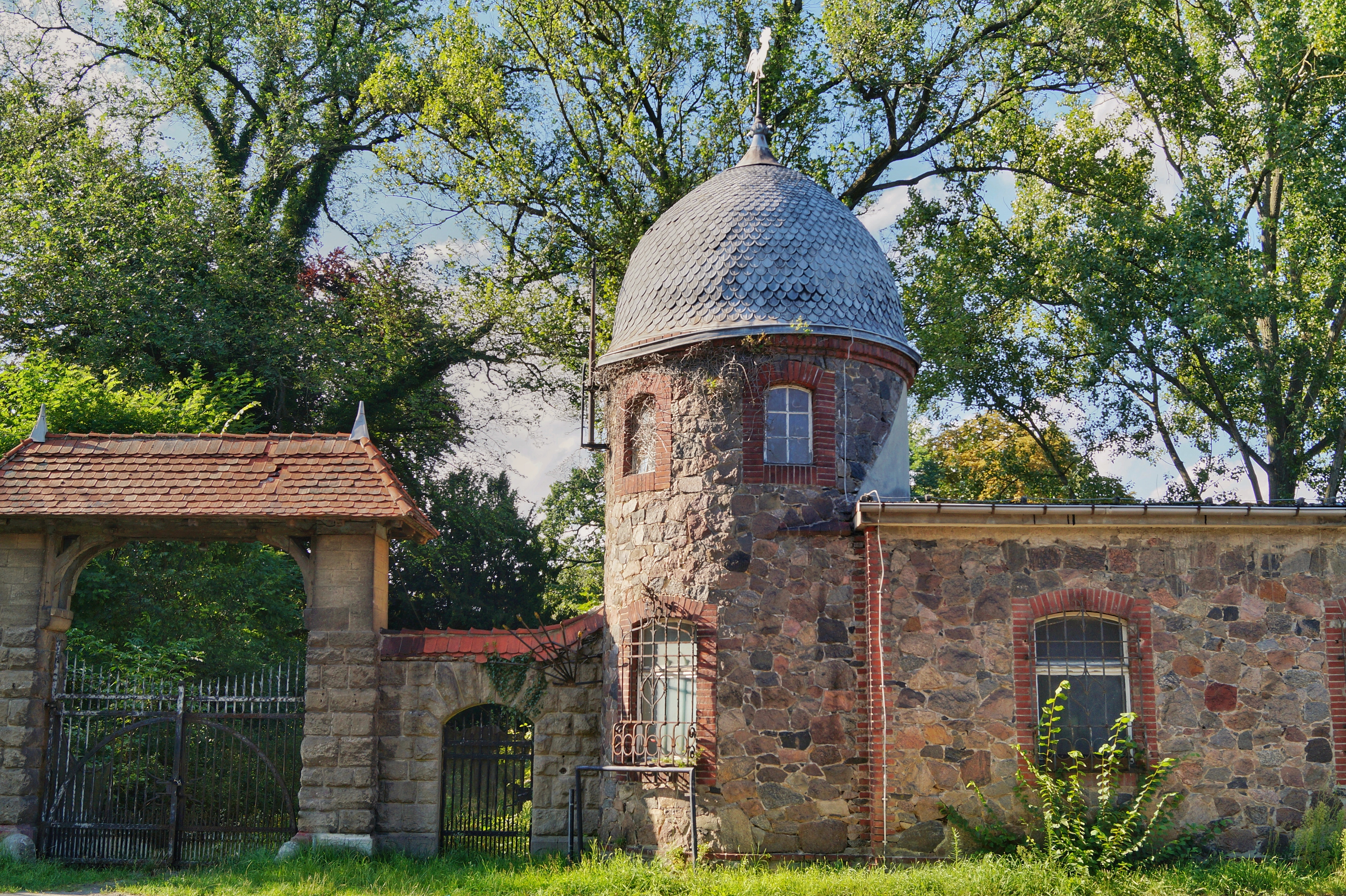
Tor zum Park des alten Schlosses in Schenkendorf-Krummensee

- Pulverturm (25 m hoch, Durchmesser 8,45 m) und Stadttor, bekannt als Berliner Tor (Teile der alten mittelalterlichen Befestigungsanlage der Stadt)
- Evangelische St.-Moritz-Kirche Mittenwalde, im 13. Jahrhundert als Feldsteinbau begonnen, im 14. Jahrhundert in Backstein fortgeführt, dreischiffige gotische Hallenkirche mit Sterngewölben und Umgangschor (15. Jahrhundert), 1860/61 neugotisch renoviert, 67 m hoher Kirchturm 1877/78 nach Plänen von Johann Eduard Jacobsthal, Schnitzaltar mit eingesetztem Antwerpener Retabel (1514), Geläut von Schilling & Lattermann aus dem Jahre 1956
- Paul-Gerhardt-Denkmal von Friedrich Pfannschmidt südlich der St.-Moritz-Kirche
- Wohnhaus des Ludwig Yorck von Wartenburg (Yorckstraße 45), lebte 1799 bis 1806 in Mittenwalde und ließ 1806 das Wohnhaus errichten. Heute befindet sich im Haus das Mittenwalder Weinhaus.
- Friedrich-Ludwig-Jahn-Denkmal aus bayerischem Muschelkalk für den Turnvater Friedrich Ludwig Jahn, 1903 errichtet. Das rund 115 Kilogramm schwere Denkmal stammt vom Berliner Bildhauer Oskar Krüger und wurde anlässlich des 50-jährigen Jubiläums des im August 1863 gegründeten Männerturnvereins aufgestellt.
- Gedenktafel für Erich Steinfurth, den KPD-Abgeordneten des Preußischen Landtages, an seinem Wohnhaus in der Burgstraße 11, die zu DDR-Zeiten seinen Namen trug.
- Dorfkirche Brusendorf, Feldsteinkirche aus dem Anfang des 14. Jahrhunderts. 1871 vergrößerte die Kirchengemeinde die Fenster und baute den Kirchturm zurück. Im Innenraum befinden sich unter anderem ein Altarretabel aus dem Mittelalter, das im 17. Jahrhundert neu gesetzt wurde.
- Dorfkirche Motzen, entstand im Jahr 1755 und wurde von 1985 bis 1992 restauriert. Die Apsis ist als Sakristei abgeteilt. Im Innenraum steht unter anderem eine Orgel mit einem Prospekt aus der ersten Hälfte des 19. Jahrhunderts.
- Dorfkirche Schenkendorf, entstand vermutlich Ende des 14., Anfang des 15. Jahrhunderts. Die Feldsteinkirche wurde in den Jahren 1662 bis 1669 erheblich umgebaut. In ihrem Innern befinden sich ein Altarretabel und eine Kanzel aus dem 17. Jahrhundert sowie ein Schnitzaltar aus dem Jahr 1516. Er zeigt im geöffneten Zustand die Mondsichelmadonna, während im geschlossenen Zustand Nikolaus von Myra und Apollonia von Alexandria zu sehen sind.
- Dorfkirche Töpchin, im Stil der Neugotik 1893/1894 errichtet
- Jüdischer Friedhof, die Gedenkstätte wurde im September 2014 errichtet, an gleicher Stelle befand sich eine jüdische Begräbnisstätte, die 1938 zur Reichspogromnacht von Nationalsozialisten geschändet wurde

### Natur- und Landschaftsschutzgebiete

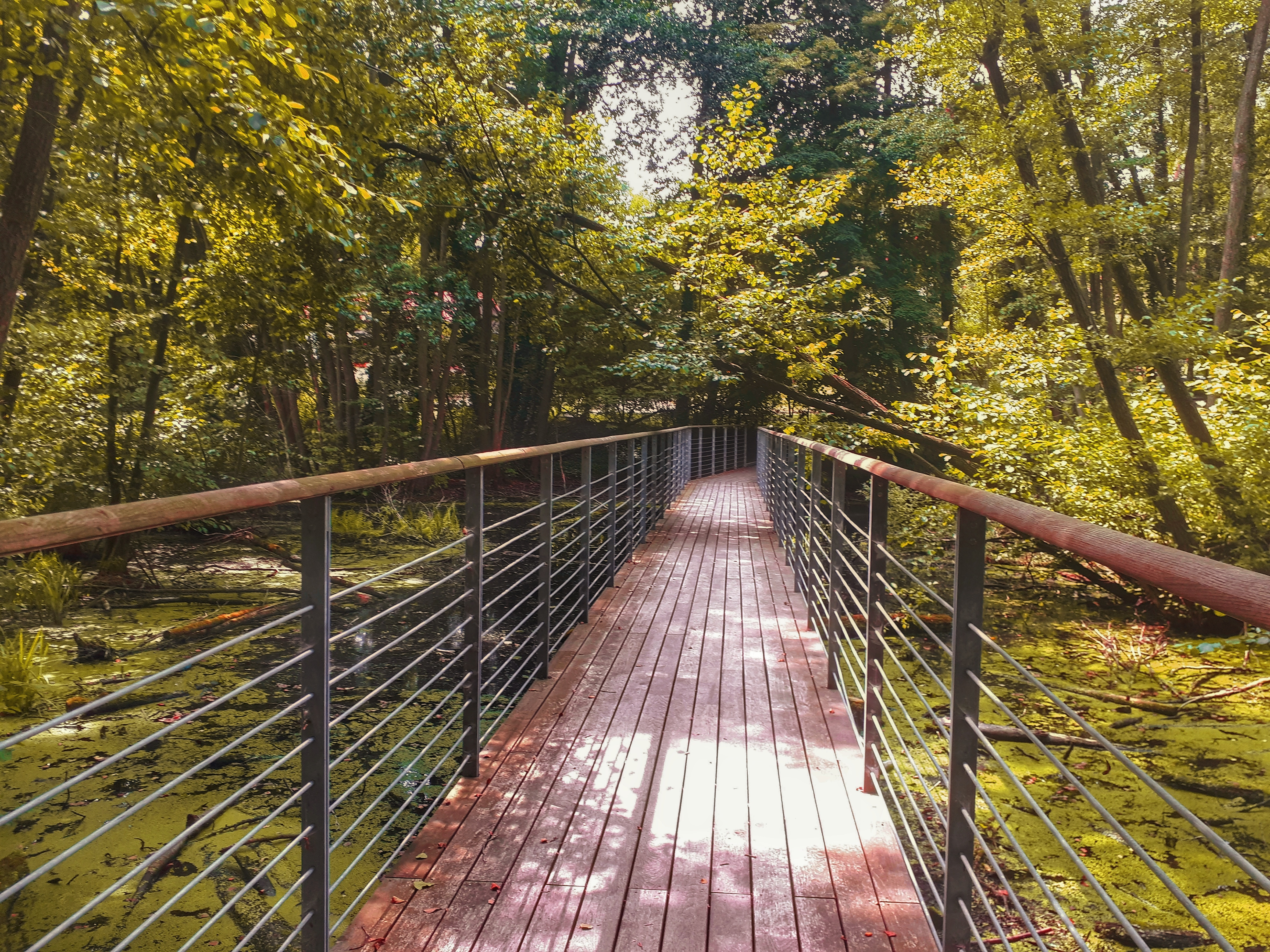
Sutschketalbrücke in Krummensee

- Naturschutzgebiet Töpchiner Seen, rund 375 Hektar groß. Zahlreiche Arten des Lebensraumtyps „Kalkreiche Niedermoore“ sind hier zu finden. So kann man neben einer ganzen Reihe von Torfmoosen auch eine vom Aussterben bedrohte Flora und Fauna entdecken, wie z. B. seltene Braunmoose. Im Naturschutzgebiet leben unter anderem der streng geschützte Große Feuerfalter sowie der Fischotter.
- Sutschketal zwischen dem Ortsteil Schenkendorf-Krummensee im Norden und Bestensee im Süden, ca. 63 ha groß. Auf dem vermoorten Talgrund sind Feuchtwiesen, Landröhrichte, Erlenwälder und Moorflächen zu finden. Zum Teil sind die Reste von Trockenrasen erhalten geblieben.
- Landschaftsschutzgebiet Notte-Niederung, die Rieselfelder erstrecken sich auf über 620 Hektar entlang der Ortsteile Ragow, Boddinsfelde bis nach Deutsch Wusterhausen. Bis 1999 gehörten die Rieselfelder zum Landschaftsschutzgebiet „Notte-Niederung“. Über 60 Brutvogelarten sind hier anzutreffen, einige davon stehen auf der Roten Liste der gefährdeten Arten des Landes Brandenburg.

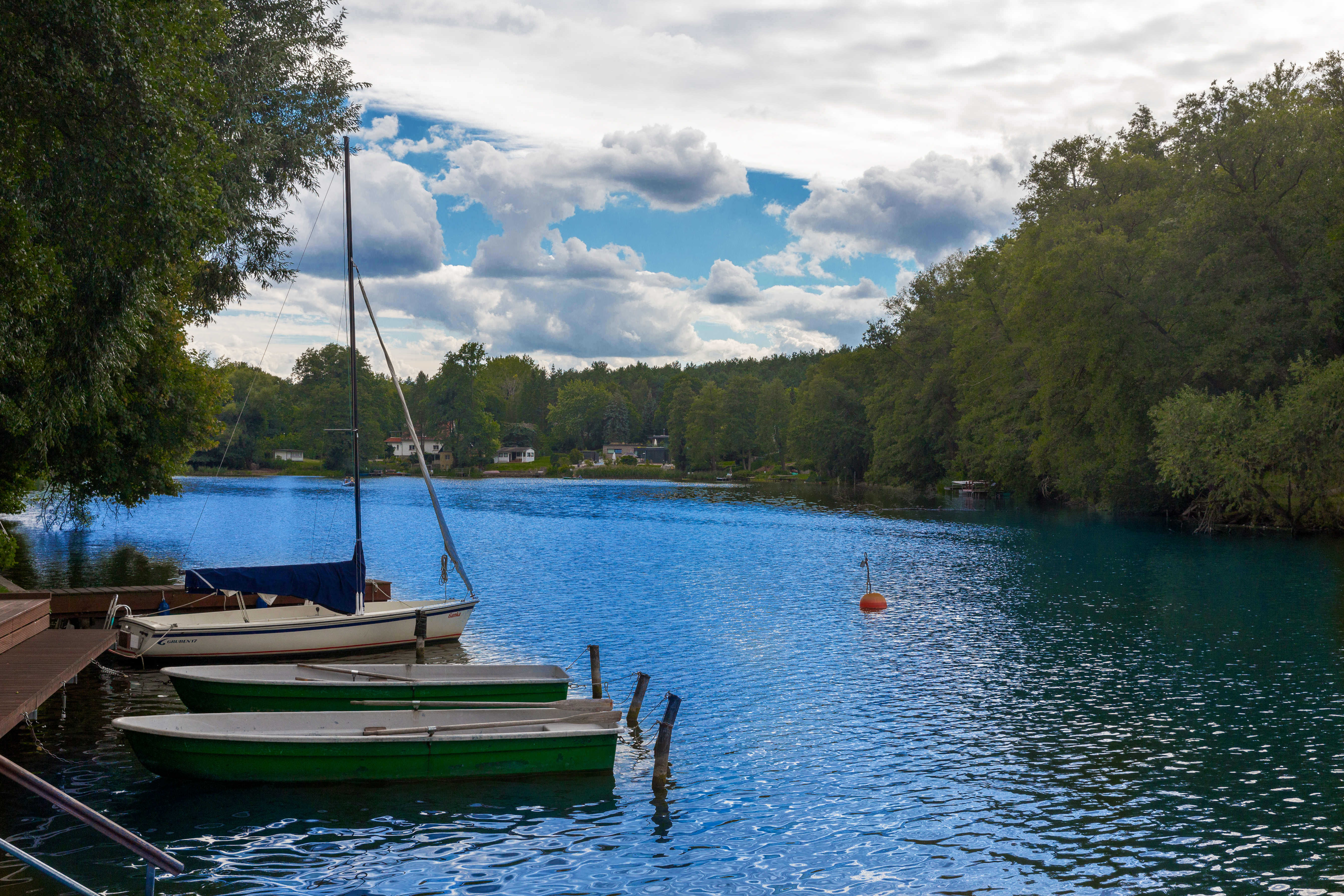
Motzener See in Motzen

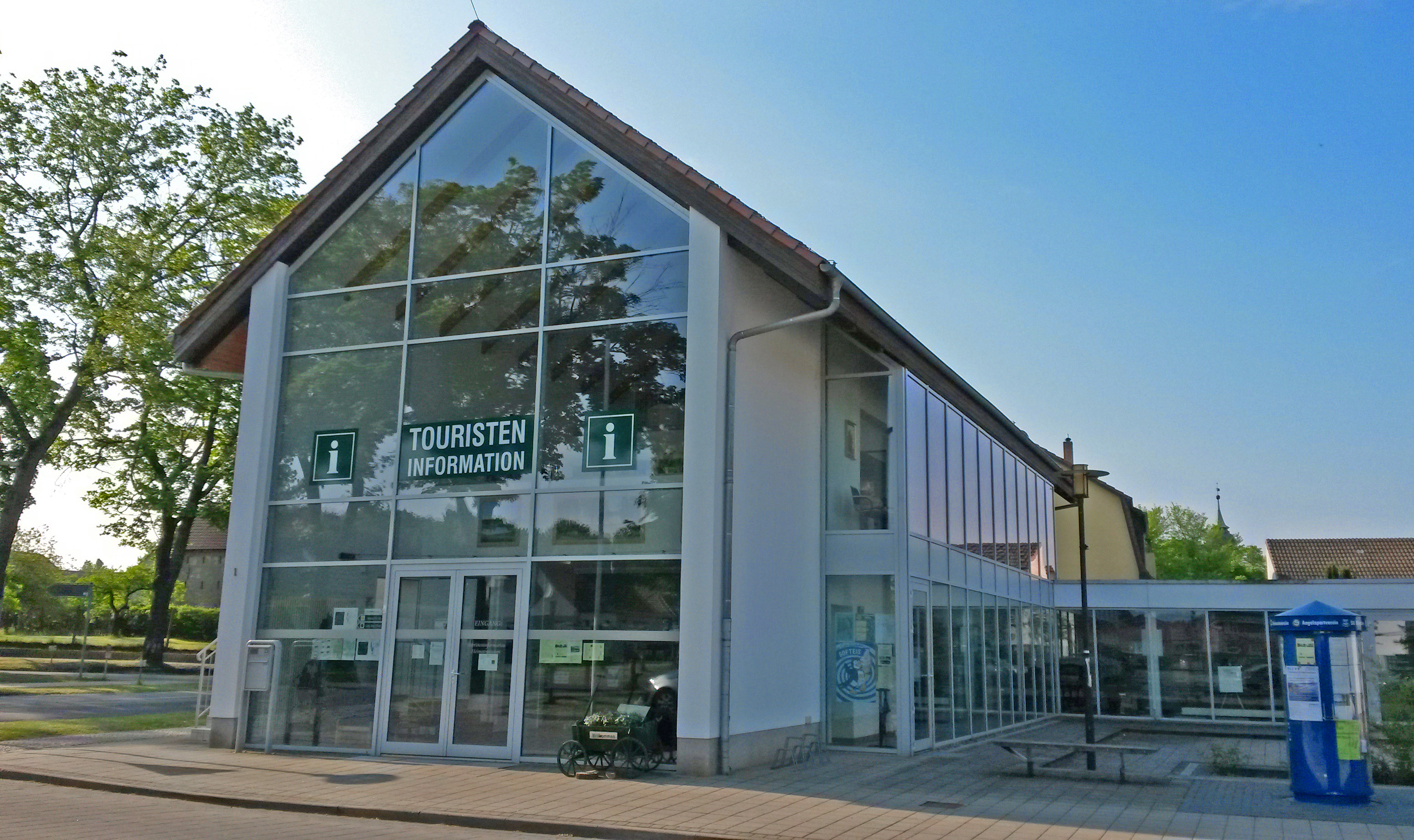
Haus des Gastes Motzen mit Heimatmuseum und Touristinformation der Stadt Mittenwalde

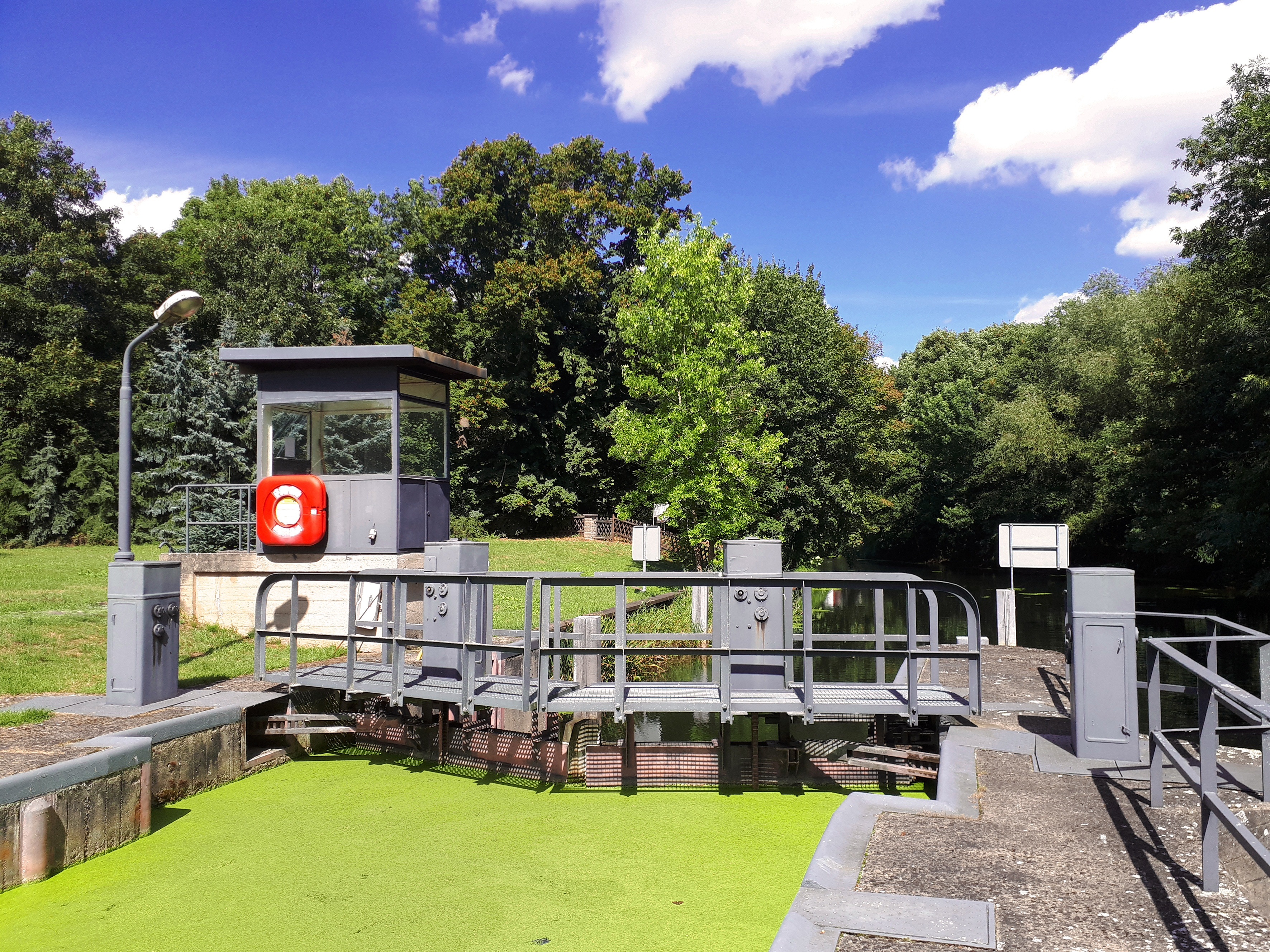
Notte-Schleuse in Mittenwalde

### Freizeit
- Heimatmuseum Salzmarkt 5, Ausstellung zur Mittenwalder Geschichte mit ehemaliger Schwarzer Küche, Puppenstubensammlung aus dem 19./20. Jahrhundert, Fakten zum Leben und Wirken Paul Gerhardts, einem Weingarten sowie einer Schmiede
- Heimatmuseum im Haus des Gastes Motzen, im Haus befinden sich auch die Tourist-Info der Stadt Mittenwalde und eine Bibliothek
- Paul-Gerhardt-Wanderweg, 140 km lang, verläuft von der Berliner Nikolaikirche über Köpenick durch Mittenwalde bis in den Spreewald
- Radroute Hofjagdweg, verläuft durch das Dahme-Seenland, den Naturpark Dahme-Heideseen und den Spreewald. Die Radroute ist ca. 63 km lang und verknüpft Orte der preußischen Hofjagdgesellschaften des 18. und 19. Jahrhunderts.
- Schleuseninsel in Mittenwalde, an der Schleusenanlage kreuzen sich die Wasserstraßen Galluner Kanal und Nottekanal. Die Schleusen werden von April bis Anfang Oktober geöffnet.
- Karthäuser Mühle in Telz, 1836 erbaut und seit 1885 im Familienbesitz. Bis in die 1960er Jahre wurde hier ausschließlich Mehl erzeugt, danach stellte man die Produktion auf Futtermittel und Zubehör um.
- Badestrände: Motzener See, insbesondere an der Märchenwiese,⊙[24] gilt als die „nasse Wiege“ der deutschen Freikörperkultur (Mittenwalder Str. 81 in Motzen), Krummer See (Am See 2 a in Schenkendorf-Krummensee), Tonsee Mittenwalde (Hohes Holz in Mittenwalde)
- Schwimmschule Wellenreiter mit Schwimmhalle, Wellness- und Saunabereich, im November 2020 eröffnet
- Golf & Country Club in Motzen, verfügt über vier Plätze, einen 9-Loch Kurzplatz sowie über 3 x 9-Loch Championship Courses
- Märkischer Lamahof mit einer der größten Lamaherden Ostdeutschlands, Lama- und Alpakawanderungen durch Schenkendorf-Krummensee
- Draisinenbahn am Bahnhof Mittenwalde-Ost

### Musik
- Konzertreihe „Kirchenmusik Mittenwalde“ in der St.-Moritz-Kirche Mittenwalde
- Motzener Sommermusiken, Konzertreihe in der Dorfkirche Motzen
- Spielmannszug Mittenwalde, 1926 gegründet, zählt zu den größten Spielmannszügen in Deutschland

## Wirtschaft und Infrastruktur

### Wirtschaft
Östlich der Stadt Mittenwalde in Richtung Schenkendorf und südwestlich in Richtung Telz befinden sich zwei Gewerbegebiete.
Der Discounter Aldi-Nord ist mit einer seiner Regionalniederlassungen in Mittenwalde zuzüglich eines großflächigen Zentrallagers ansässig.
Die MediaTex GmbH, Hersteller der unter Rechtsextremisten beliebten Marke Thor Steinar, hat sich im Gewerbegebiet niedergelassen.

### Verkehr
Straße
Die Bundesstraße 246 verläuft von West nach Ost aus Richtung Zossen über die Ortsteile Telz, Mittenwalde und Gallun nach Storkow. Die Landesstraße L 30 verbindet Mittenwalde mit Königs Wusterhausen. Auf dem Gebiet der Stadt Mittenwalde befinden sich die Anschlussstellen Ragow, Mittenwalde und Bestensee der A 13 Berlin–Dresden.
Eisenbahn
Ab 1894 war die Stadt über die Königs Wusterhausen-Mittenwalde-Töpchiner Kleinbahn mit Königs Wusterhausen sowie dem Ortsteil Töpchin verbunden. 1900 folgte die Neukölln-Mittenwalder Eisenbahn, die eine direkte Verbindung mit Berlin herstellte. 1933 wurden die beiden Strecken untereinander verbunden und 1945 eine weitere Verbindung nach Zossen eröffnet. Die vier Strecken wurden 1951 (nach Berlin), 1973 (nach Töpchin) beziehungsweise 1974 (nach Königs Wusterhausen und Zossen) stillgelegt. Der Bahnhof Mittenwalde Ost ist heute Ausgangspunkt der Draisinenbahn Mittenwalde.
Wasser
Durch die Stadt verläuft die Notte zwischen Zossen und Königs Wusterhausen. Der Galluner Kanal verbindet die Notte mit dem Motzener See.

## Persönlichkeiten

### Ehrenbürger
- Paul Gerhardt (1607–1676), Kirchenlieddichter, 1651–1657 Propst in Mittenwalde[26]
- Ernst von Stubenrauch (1853–1909), Initiator für den Bau des Krankenhauses[27]
- Karl-Heinz Drogula (1925–2017), Arzt, in Mittenwalde geboren, Mäzen der Stadt[28]

### Söhne und Töchter der Stadt
- Hans Christoph von Bardeleben (1666–1736), preußischer Generalleutnant
- Georg Wilhelm von Valentini (1775–1834), preußischer Generalleutnant
- Philipp von Uttenhoven (1790–1866), preußischer Generalleutnant
- Heinrich Theodor Rötscher (1802–1871), Theaterkritiker
- Ludwig Yorck von Wartenburg (1805–1865), preußischer Politiker
- Carl August Schramm (1830–1905), Versicherungsdirektor, Sozialdemokrat
- Paul Schütze (1891–1944), Widerstandskämpfer gegen den Nationalsozialismus
- Erich Steinfurth (1896–1934), preußischer Landtagsabgeordneter der KPD (1929–1933), Widerstandskämpfer gegen den Nationalsozialismus
- Hildegard Hansche (1896–1992), Lehrerin und Pazifistin
- Erich Hoffmann (1912–1990), Radrennfahrer
- Ursula Schultze-Bluhm (1921–1999), Malerin

### Mit Mittenwalde verbundene Persönlichkeiten
- Rudolf Mosse (1843–1920), Verleger, gestorben in Schenkendorf